# 2091 Sampo
För andra betydelser, se Sampo (olika betydelser).
2091 Sampo eller 1941 HO är en asteroid i huvudbältet som upptäcktes den 26 april 1941 av den finske astronomen Yrjö Väisälä vid Storheikkilä observatorium. Den är uppkallad efter Sampo i den finländska mytologin.
Asteroiden har en diameter på ungefär 23 kilometer och den tillhör asteroidgruppen Eos.